# Leone di Braunschweig

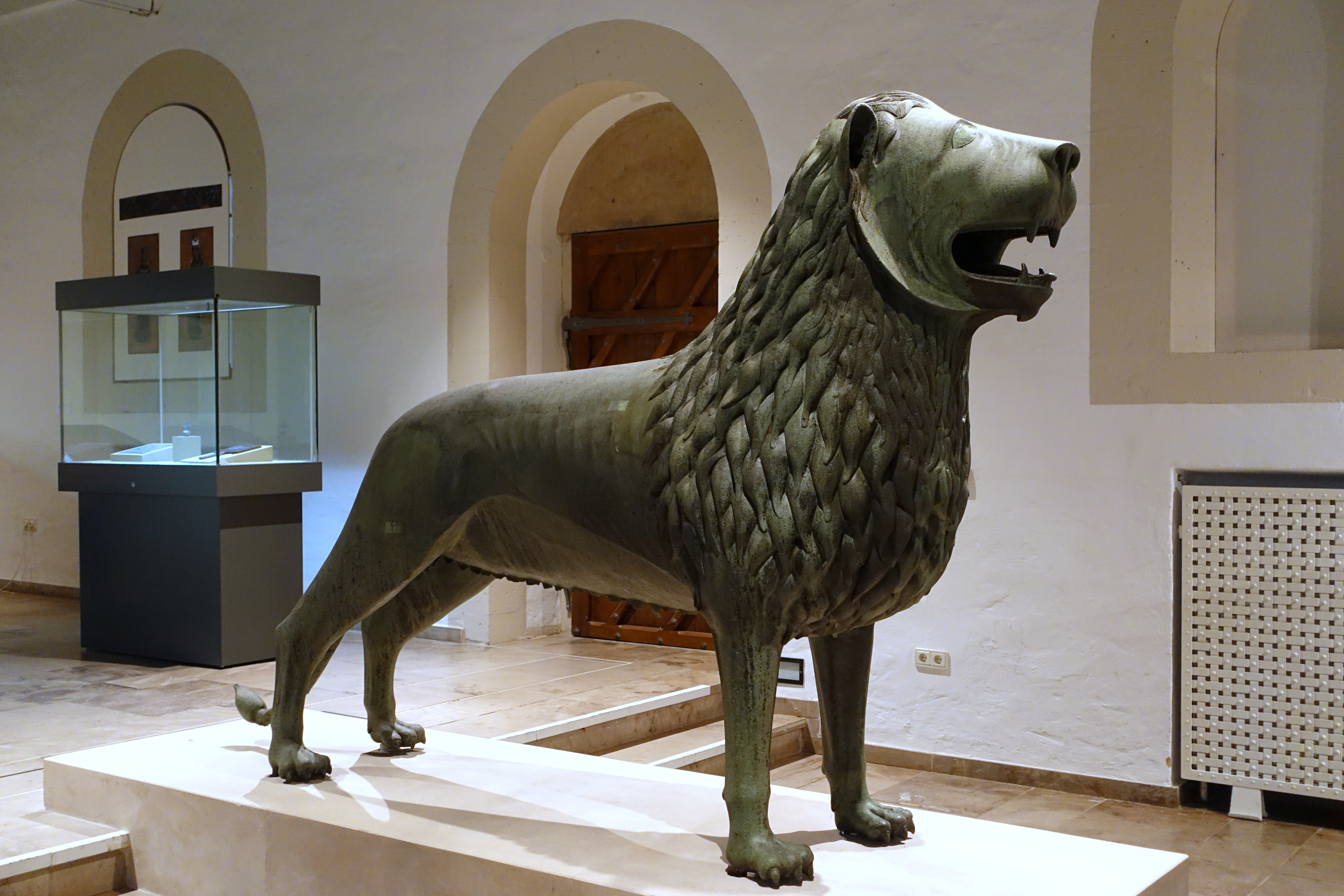
La statua del leone di Brauschweig, (originale) nel museo del castello di Dankwarderode

Il Leone di Braunschweig (in tedesco: Braunschweiger Löwe) è una scultura medievale, realizzata in bronzo tra il 1164 e il 1176, e il più noto simbolo della città tedesca di Braunschweig. Il Leone di Braunschweig era originariamente situato nella Burgplatz, di fronte alla Duomo di Brauschweig. Il monumento è stato spostato nel castello di Dankwarderode nel 1980 e successivamente sostituito nella posizione originale da una replica. A Braunschweig è comunemente noto come "Leone del Castello" (Burglöwe).

## Storia
Il cronista medievale abate Alberto di Stade indica il "1166" come anno di origine. Tuttavia, secondo recenti ricerche, il monumento fu realizzato tra il 1164 e il 1176, all'epoca in cui il duca di Welfen Enrico il Leone (1129/31-1195), sovrano sia della Sassonia che della Baviera, prese residenza a Braunschweig. Appena sposato con la principessa inglese Matilde, fece costruire il castello di Dankwarderode nello stile di un Kaiserpfalz, rivaleggiando con il vicino palazzo imperiale di Goslar. La statua del leone fu eretta al centro del complesso del castello come simbolo signorile della sua autorità e giurisdizione ducale, probabilmente anche come espressione della pretesa di potere di Enrico nei confronti dell'imperatore degli Hohenstaufen Federico Barbarossa.
Il Leone di Braunschweig è la prima grande scultura del Medioevo a nord delle Alpi e la prima grande fusione cava di una figura dall'antichità. La fusione in bronzo di un artista sconosciuto, probabilmente di Braunschweig, pesa 880 chilogrammi, ha un'altezza di 1,78 metri, una lunghezza di 2,79 metri e uno spessore massimo di 12 millimetri. La scultura era originariamente dorata.
L'aspetto del Leone sembra essere modellato sull'arte scultorea italiana, come la Lupa Capitolina, il Leone di San Marco o l'antica Statua equestre di Marco Aurelio. Enrico potrebbe essere stato ispirato durante le campagne italiane intraprese insieme all'imperatore Federico Barbarossa. L'elaborata realizzazione artistica e il design naturalistico della scultura indicano l'opera di un esperto orafo o di un fondatore di campane.